# بريستول بومباي
بريستول بومباي  (بالإنجليزية: Bristol Bombay)‏ هي طائرة نقل عسكري أنتجت في بريطانيا. من صناعة شركة طائرات بريستول. كانت تستخدم بشكل أساسي من قبل سلاح الجو الملكي. كان أول طيران لها في 23 يونيو 1935. دخلت الخدمة في 1939، انتهت خدمتها في 1944. صنع منها 51 طائرة.

## المستخدمون
- سلاح الجو الملكي
- القوات الجوية الملكية الأسترالية